# Lysý vrch (Isergebirge)
Der Lysý vrch (polnisch Łysa Góra, auch Graniczny Wierch, deutsch Kahleberg, früher auch Hochwald) ist ein Berg im Südwesten des Isergebirges. Er liegt sechs Kilometer nordöstlich von Chrastava im Grenzgebiet zwischen Tschechien und Polen.

## Geografie
Der Lysý vrch befindet sich in den südwestlichen Ausläufern des Isergebirges am Übergang zum Zittauer Becken. Er liegt auf tschechischem Gebiet am südöstlichsten Ende des Bogatyniaer Zipfels. Die Staatsgrenze zu Polen führt von Norden her bis unterhalb des Gipfels und verläuft dann nach Westen bis zum Gickelsberg.
Südlich liegen der Kameniště (Steinberg, 608 m) und der Spálený vrch (Brandberg, 581 m), im Osten der Kančí vrch (Schwarzberg, 680 m). Westlich entspringt der Jasný potok, im Osten der Luční potok.
Am Osthang des Berges liegt die Ansiedlung Vysoký. Umliegende Ortschaften sind Markocice (in Polen) und Heřmanice im Norden, Kristiánov und Dětřichov im Nordosten, Albrechtice u Frýdlantu im Osten, Filipov und Mlýnice im Südosten, Nová Ves und Růžek im Süden, Horní Vítkov im Südwesten, Jasna Góra und Bogatynia im Westen (beide in Polen).

## Geschichte

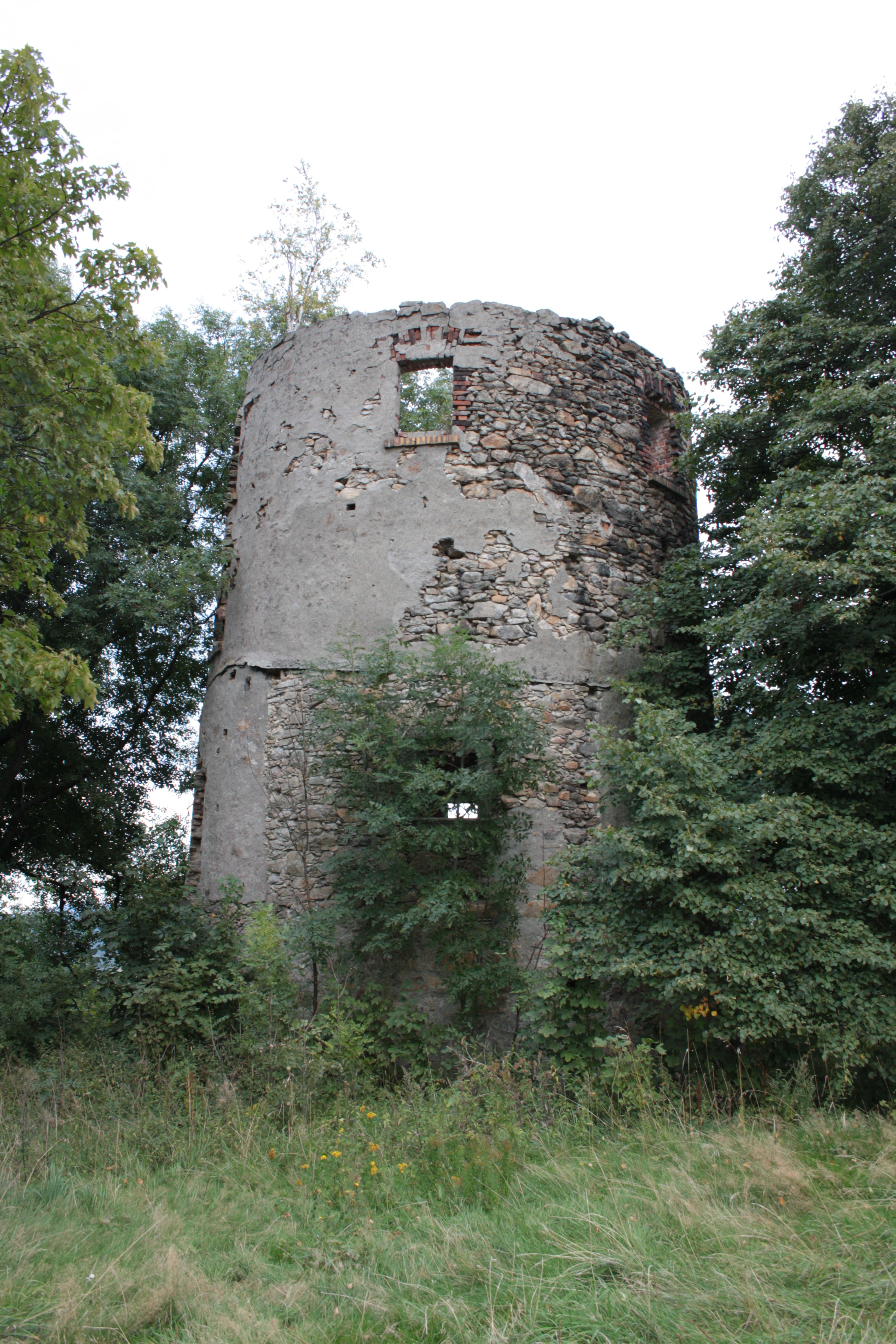
Die Holländerwindmühle

Am Osthang des Kahleberges bestand seit 1830 eine von Eduard Zückler errichtete Holländerwindmühle. Sie wurde im Deutschen Krieg 1866 von den Preußen zerstört und nicht wieder aufgebaut. 1897 wurde der 13 hohe und 9,3 m starke Mühlenstumpf von Adolf Zückler zu touristischen Zwecken auf 20 m erhöht und zum Aussichtsturm ausgebaut. Zugleich entstand daneben eine Gastwirtschaft. Nach dem Zweiten Weltkrieg erlosch das Dorf Vysoký, das zuvor vor allem von der Pascherei gelebt hatte.
Zu Beginn des 21. Jahrhunderts wurde auf dem Berg ein Windpark aus elf Windrädern angelegt. Er besteht aus sechs Anlagen „Tacke TW 500“ mit 525 kW Leistung, die eine Höhe von 58 m und einen Rotordurchmesser von 36 m aufweisen. Später kamen noch fünf Windräder vom Typ „Konotech“ hinzu.

## Sehenswürdigkeiten
- Ruine der Holländerwindmühle als Aussichtsturm
- Windpark